# Westochtersum
Westochtersum is een klein dorp in het Landkreis Wittmund in de Duitse deelstaat Nedersaksen. Samen met de nabijgelegen dorpen Ostochtersum en Barkholt vormt het de gemeente Ochtersum welke is aangesloten bij de Samtgemeinde Holtriem.
Westochtersum is een warftdorp. Op de terp staat de dorpskerk uit de dertiende eeuw.